# Katalin
Katalin je žensko osebno ime.

## Izvor imena
Ime Katalin je različica ženskega osebnega imena Katarina.

## Pogostost imena
Po podatkih Statističnega urada Republike Slovenije je bilo na dan 31. decembra 2007 v Sloveniji število ženskih oseb z imenom Katalin: 42.

## Osebni praznik
Osebe z imenom Katalin lahko godujejo takrat kot osebe z imenom Katarina.